# Franz Schädle
Franz Schädle (Westerheim, 19 novembre 1906 – Berlino, 2 maggio 1945) è stato un militare tedesco, ultimo comandante del Führerbegleitkommando, dal 5 gennaio 1945 fino alla sua morte.

## Biografia
Franz Schädle nacque a Westerheim nel Baden-Württemberg nel 1906. Dopo aver frequentato l'istituto tecnico-commerciale, iniziò a lavorare come tecnico per le costruzioni.
Si arruolò nelle SS il 1º febbraio 1930. Il 29 febbraio 1932, venne formato l'SS-Begleitkommando per fornire protezione personale a Hitler. Schädle fu uno dei dodici membri selezionati da Sepp Dietrich che furono inseriti nell'unità. Dai dodici fu selezionato un gruppo di otto uomini chiamato SS-Begleitkommando des Führers che ebbe il compito di proteggere Hitler durante i suoi viaggi al di fuori di Monaco e dei confini della Baviera. Schädle accompagnò Hitler nei vari quartieri generali del Führer ed in tutti i suoi viaggi. Servì anche nello staff del Reichsführer-SS Heinrich Himmler dal 1º maggio 1934.
Il 5 gennaio 1945, Schädle fu nominato comandante dell'unità per la scorta dopo la rimozione di Bruno Gesche. A quella data il SS-Begleitkommando des Führers fu ampliato e meglio conosciuto come Führerbegleitkommando. Schädle accompagnò Hitler ed il suo seguito nel complesso di bunker posto al di sotto del giardino della Cancelleria del Reich, nel settore governativo centrale di Berlino. A quel tempo, Schädle assegnò l'Oberscharführer Rochus Misch al ruolo di operatore telefonico. Al 23 aprile 1945, comandava circa 30 uomini posti alla guardia di Hitler. Il 28 aprile 1945 fu ferito alla gamba da una scheggia, costringendolo a zoppicare in giro per il bunker su delle stampelle. Dopo il suicidio di Hitler, il 30 aprile 1945, Schädle era presente quando il corpo di questi fu cremato nel giardino della Cancelleria del Reich.
In seguito, furono dati diversi ordini per coloro che fossero ancora nelle condizioni per poter scappare dall'assedio sovietico. Il piano per scappare da Berlino prevedeva di raggiungere gli Alleati, attestati sulla riva occidentale dell'Elba oppure di raggiungere l'esercito tedesco a nord. Coloro i quali si trovavano nel Führerbunker furono divisi in due gruppi. Secondo la testimonianza di Rochus Misch, Schädle aveva ordinato che, quando sarebbe venuta l'ora, si sarebbe unito al gruppo di fuggitivi guidato dall'SS-Brigadeführer Wilhelm Mohnke. In seguito quattro membri del Führerbegleitkommando entrarono nel Führerbunker trasportando una barella vuota. Il loro scopo era quello di trasportarci Schädle durante il tentativo di fuga, ma questi si rifiutò. Secondo il capo elettromeccanico del bunker, Johannes Hentschel, la ferita alla gamba di Schädle era già in stato di gangrena.
Prima del suo suicidio, Joseph Goebbels liberò Misch dal servizio come operatore telefonico del bunker, lasciandolo libero di andarsene. Questi attraversò il seminterrato della Cancelleria del Reich fino all'ufficio di Schädle per fare rapporto un'ultima volta. Misch gli riferì di essere stato congedato da Goebbels. Schädle gli descrisse la strada che avrebbe dovuto prendere per evitare l'accerchiamento sovietico della zona governativa. Successivamente, Schädle preferì uccidersi sparandosi in bocca con una pistola, piuttosto che tentare di scappare dalla Cancelleria, ormai circondata dall'Armata Rossa. Non voleva mettere a rischio le vite di altri uomini dato che poteva camminare molto lentamente e solo utilizzando delle stampelle.